# جبال بالي
جبال بالي (المعروفة أيضًا باسم جبال أورغوما)، هي سلاسل جبلية تقع في منطقة أوروميا في جنوب شرق إثيوبيا، جنوب نهر أواش، وهو جزء من المرتفعات الإثيوبية. ويشمل جبل تولو ديمتو، رابع أعلى جبل في إثيوبيا (4377 مترًا)، وجبل باتو (4307 مترًا). يرتفع نهر ويب، أحد روافد نهر جوبا، في هذه الجبال شرق جوبا. يغطي منتزه جبال بالي الوطني 2200 كيلومتر مربع من هذه الجبال. مناطق الجذب الرئيسية في المنتزه هي المناظر الطبيعية الجبلية البرية والسهولة النسبية التي يمكن للزوار من خلالها رؤية الطيور والثدييات الفريدة.

## الحيوانات
تعد جبال بالي موطنًا للعديد من الحيوانات المتوطنة في إثيوبيا، ولا سيما الذئب الحبشي (Canis simensis)، الذي يوجد في هضبة سانيتي. كما يحتوي المنتزه على غابة هارينا، الواقعة إلى الجنوب من الجبال، وهي منطقة غير مستكشفة إلى حد كبير، ويُعتقد أنها تحتوي على العديد من الأنواع غير المكتشفة من الزواحف وكذلك الأسود وفهد (توضيح) والضباع وأنماط مختلفة من الظباء. بالإضافة إلى الحياة البرية، يوفر المنتزه الوطني فرصًا للمشي لمسافات طويلة من مقر المنتزه في دينشو. (تعد دودولا أيضًا قاعدة مفيدة لاستكشاف هذه الجبال).
توجد هنا أكبر مجموعة من الذئاب الإثيوبية. ومن الثدييات الكبيرة المميزة الأخرى ظباء النيالا الجبلية، والظباء المسرجة الكابية، والخنازير البرية، وظباء القصب البوهورية.

## النباتات
تقع غابات العرعر-هاجينيا بين 2500 و3300 متر وتوجد في الغالب على المنحدرات الشمالية. ومن النباتات غير العادية في منطقة دينشو الورد الحبشي ذو الأزهار البيضاء. وتغطي أرض البراح التي تتخلل أراضي جبال الألب في هضبة سانيتي نباتات تشبه الخلنج وتنتشر نباتات اللوبيليا العملاقة التي يصل ارتفاعها إلى 6 أمتار. ومن أكثر النباتات شيوعًا وتميزًا في جميع أنحاء منطقة بالي نبات كنيفوفيا، وهو نبات صبار يمكن التعرف عليه من خلال أزهاره البرتقالية على شكل رمح.

## اللقى الأثرية
اكتشف علماء الآثار ملجأ صخريًا يعود تاريخه إلى العصر الحجري الأوسط ويبلغ عمره 30 ألف عام في موقع فينشا هابيرا في جبال بالي في إثيوبيا على ارتفاع يزيد عن 11000 قدم فوق مستوى سطح البحر في عام 2019. ووفقًا للدراسة المنشورة في مجلة ساينس، كان هذا المسكن أقدم دليل على أعلى ارتفاع للاستيطان البشري. تم الكشف عن آلاف العظام الحيوانية ومئات الأدوات الحجرية والمدافئ القديمة على الأرض

## أنظر أيضا
- تاريخ إثيوبيا
- حكومة إثيوبيا
- ثقافة إثيوبيا